# Thierry Dusautoir
Thierry Dusautoir (Abiyán, Costa de Marfil, 18 de noviembre de 1981) es un exjugador francés de rugby, de padre francés y madre marfileña. Jugaba en la posición de ala y su principal equipo fue el Stade Toulousain del Top 14. Fue internacional en 80 partidos además de ser capitán de la selección de rugby de Francia.

## Carrera

### Inicios
Antes de los 16 años, no jugó al rugby ya que practicaba judo y es licenciado en ingeniería química.
Primero jugó en el Bordeaux-Bègles, antes de fichar por el US Colomiers por una temporada y firmar por el Biarritz después. Jugó la final de la Copa Heineken 2005-2006 con el Biarritz, en el Millenium Stadium de Cardiff, perdiendo en la final 23-19 ante el Munster Rugby. A pesar de ello, pudieron ganar la final del Top 14 por 40-13 al Toulosain.
Dusautoir fue convocado con la selección de Francia por disputar los tests matchs frente a Rumania y Sudáfrica en junio de 2006. Finalmente, debutó contra Rumania el 17 de junio de 2006 en el Cotroceni Stadium de Bucarest ganando los galos por 62-14, con un try de Thierry.
Fue convocado para la Copa del Mundo de Rugby de 2007 en Francia, a pesar de no haber sido llamado inicialmente, pero acudió por la lesión de Elvis Vermeulen. Jugó 5 partidos, anotando 2 ensayos en los partidos contra Namibia y los All Blacks. También participó en las derrotas en las semifinales ante Inglaterra y en la final de consolación contra Argentina.
En 2010, ganó su primer, y hasta la fecha único, Torneo de las Seis Naciones, incluyendo el Grand Slam, al no perder ningún partido. Dusautoir, había finalizado tercero con Francia en las ediciones de 2008 y 2009.

### 2011-2017
Fue seleccionado capitán en el equipo de la Copa Mundial de Rugby de 2011, llegando a la final frente a los anfitriones, Nueva Zelanda. En la final, anotó un try en el minuto 47, su primero en el Mundial de 2011, y realizó 22 tackles, siendo elegido mejor jugador del partido, a pesar de perder la final por 7-8.
En 2011, fue elegido Mejor jugador del Mundo, siendo el segundo francés en ganar dicho galardón tras Fabien Galthié en 2002.
En 2015 es seleccionado para formar parte de la selección francesa que participa en la Copa Mundial de Rugby de 2015. En diciembre de ese año, decidió retirarse de la selección nacional, luego de haber sido capitán durante 56 partidos, siendo el que más partidos ha jugado ostentando ese cargo.
En abril de 2017 anunció que se retiraría al finalizar la temporada.

## Palmarés

### Club

#### Biarritz
- Campeón de la Liga de Francia (2): 2005 y 2006
- Finalista de la Copa de Europa (1): 2006

#### Toulousain
- Campeón de la Liga de Francia (3): 2008, 2011 y 2012
- Campeón de la Copa de Europa (1): 2010
- Finalista de la Copa de Europa (1): 2008

### Consideraciones individuales
- World Rugby Jugador del Año (1): 2011

### Selección nacional

#### Copa del Mundo
| Edición            | Posición | Resultados de Francia | Resultados de Dusautoir | Partidos jugados de Dusautoir |
| ------------------ | -------- | --------------------- | ----------------------- | ----------------------------- |
| Francia 2007       | 4º       | 4 v, 0 n, 3 d         | 3 v, 0 n, 2 d           | 5/7                           |
| Nueva Zelanda 2011 | 2º       | 4 v, 0 n, 3 d         | 4 v, 0 n, 2 d           | 6/7                           |

Leyenda: V = Victoria ; N = Empate ; D = Derrota.

#### Torneo de las Seis Naciones
| Edición            | Posición   | Resultados de Francia | Resultados de Dusautoir | Partidos jugados de Dusautoir |
| ------------------ | ---------- | --------------------- | ----------------------- | ----------------------------- |
| Seis naciones 2008 | 3º         | 3 v, 0 n, 2 d         | 2 v, 0 n, 2 d           | 4/5                           |
| Seis naciones 2009 | 3º         | 3 v, 0 n, 2 d         | 3 v, 0 n, 2 d           | 5/5                           |
| Seis naciones 2010 | Grand Slam | 5 v, 0 n, 0 d         | 5 v, 0 n, 0 d           | 5/5                           |
| Seis naciones 2011 | 2º         | 3 v, 0 n, 2 d         | 3 v, 0 n, 2 d           | 5/5                           |
| Seis naciones 2012 | 4º         | 2 v, 1 n, 2 d         | 2 v, 1 n, 2 d           | 5/5                           |

Leyenda: V = Victoria ; N = Empate ; D = Derrota.